# RCN Radio
RCN Radio (ausgeschrieben Radio Cadena Nacional S.A.) ist ein privates kolumbianisches Radionetzwerk mit landesweit angeschlossenen lokalen Radiostationen. Neben RCN Radio existiert auch RCN Televisión. Über 3500 Personen arbeiten bei RCN. Das Unternehmen hat seinen Sitz in Bogotá und gehört zur Organización Ardila Lülle des Gründers und Magnaten Carlos Ardila Lülle.

## Historie
Laut dem Digitalen Buch von RCN Radio wurde der Sender am 9. April 1948 eher aus Zufall in Cali, aus Anlass des Ersten Eucharistischen Kongresses in Kolumbien, geboren. Die Übertragungen der Konferenz in alle Landesteile erfolgte damals über Kurzwelle und war ein voller Erfolg. Zum ersten Mal hörten die Kolumbianer den Namen Radio Cadena Nacional (RCN) durch den Hörfunk.

## Radios
Folgende Kanäle werden von RCN Radio in insgesamt 27 Provinzhauptstädte der Departamentos ausgestrahlt:
- RCN Mundo
- La Mega
- LA F.M.
- Rumba
- Radio 1
- Antena 2
- Fantástica
- La Cariñosa
- Amor Estéreo
- El Sol
- Radio Red

## Fernsehen
Dasselbe gilt für folgende Fernsehkanäle:
- Canal RCN
- NTN24
- Nuestra Tele
- RCN Novelas
- RCN Comerciales